# Mexichromis
Genre
Synonymes
- Durvilledoris Rudman, 1984[2]
- Pectenodoris Rudman, 1984[2]

Mexichromis est un genre de nudibranches de la famille des Chromodorididae.

## Liste d'espèces
Selon World Register of Marine Species (1 décembre 2018) :
- Mexichromis albofimbria (Rudman, 1995)
- Mexichromis antonii (Bertsch, 1976)
- Mexichromis aurora (R. F. Johnson & Gosliner, 1998)
- Mexichromis circumflava (Rudman, 1990)
- Mexichromis festiva (Angas, 1864)
- Mexichromis katalexis Yonow, 2001
- Mexichromis lemniscata (Quoy & Gaimard, 1832)
- Mexichromis macropus Rudman, 1983
- Mexichromis mariei (Crosse, 1872)
- Mexichromis multituberculata (Baba, 1953)
- Mexichromis paulomirpuri Ortea & Moro, 2018
- Mexichromis pusilla (Bergh, 1874)
- Mexichromis similaris (Rudman, 1986)
- Mexichromis tica Gosliner, Ortea & Valdés, 2004
- Mexichromis trilineata (A. Adams & Reeve, 1850)
- Mexichromis tura (Marcus & Marcus, 1967)

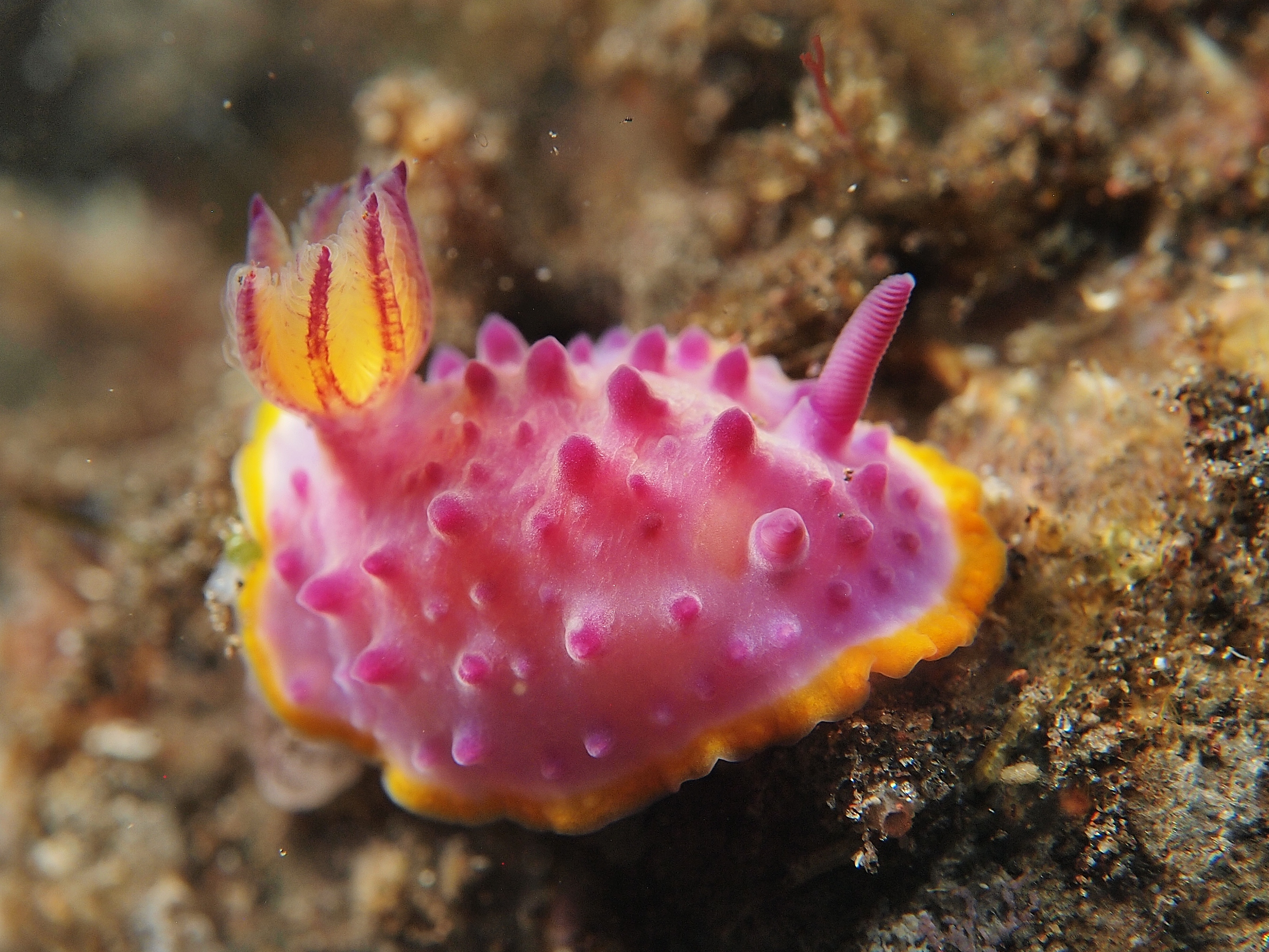
Mexichromis festiva
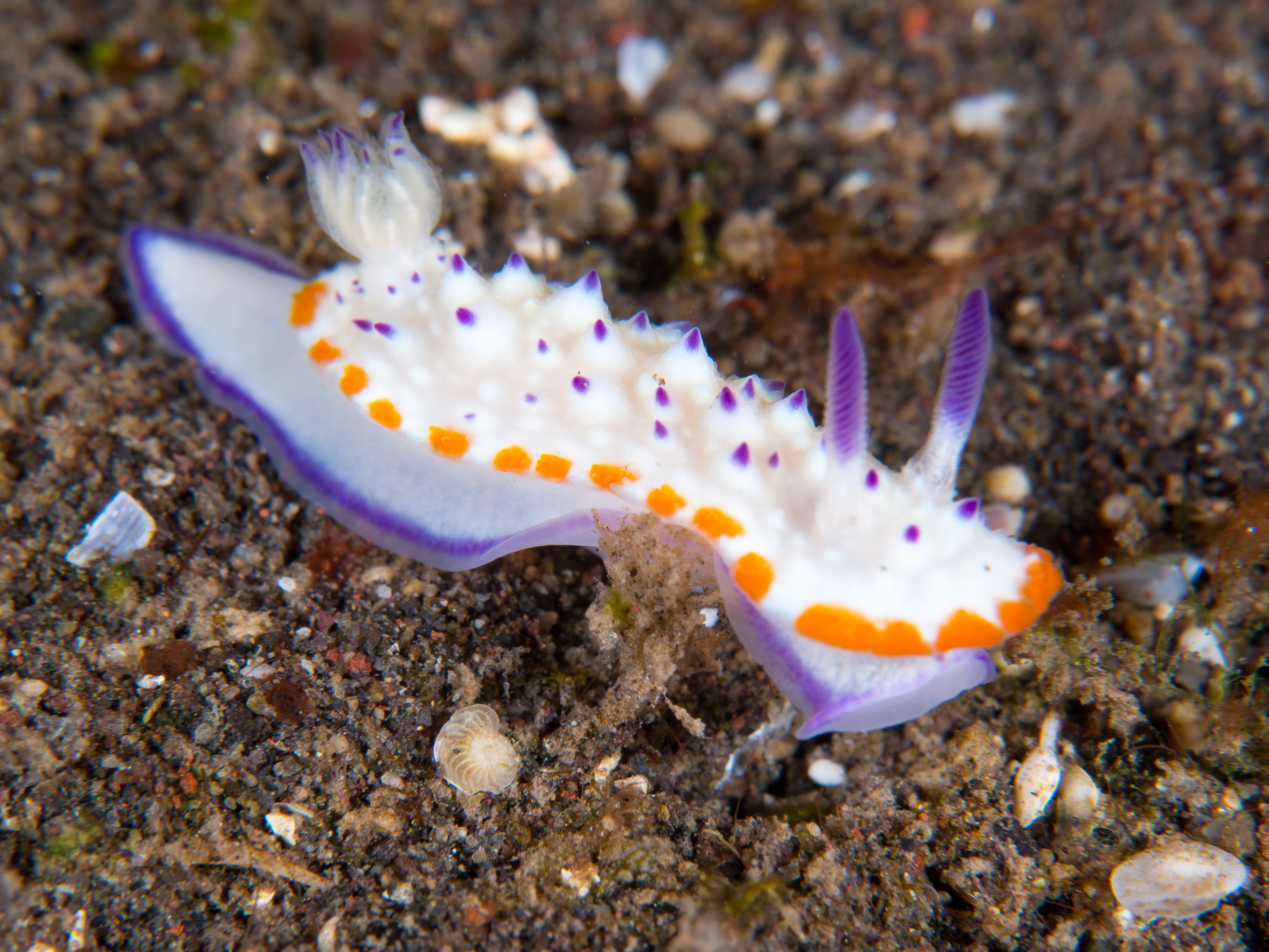
Mexichromis katalexis
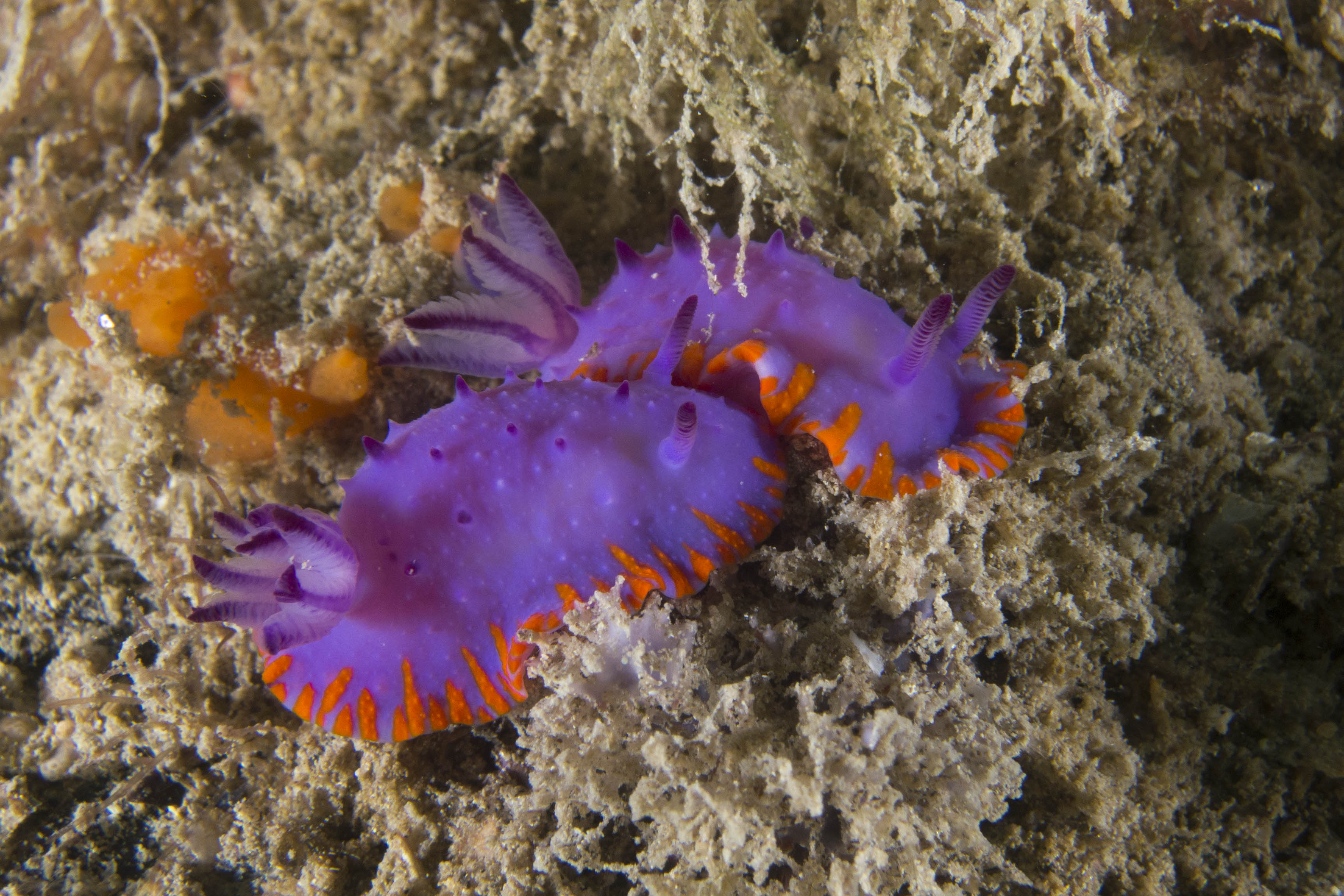
Mexichromis macropus
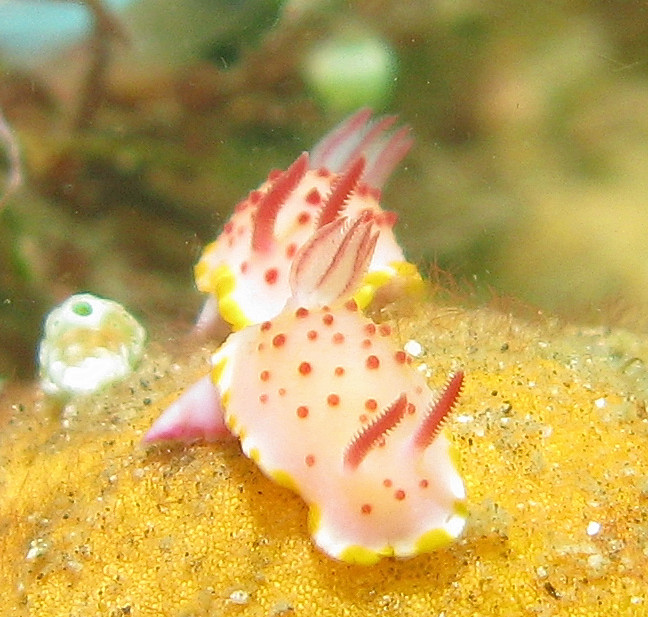
Mexichromis mariei
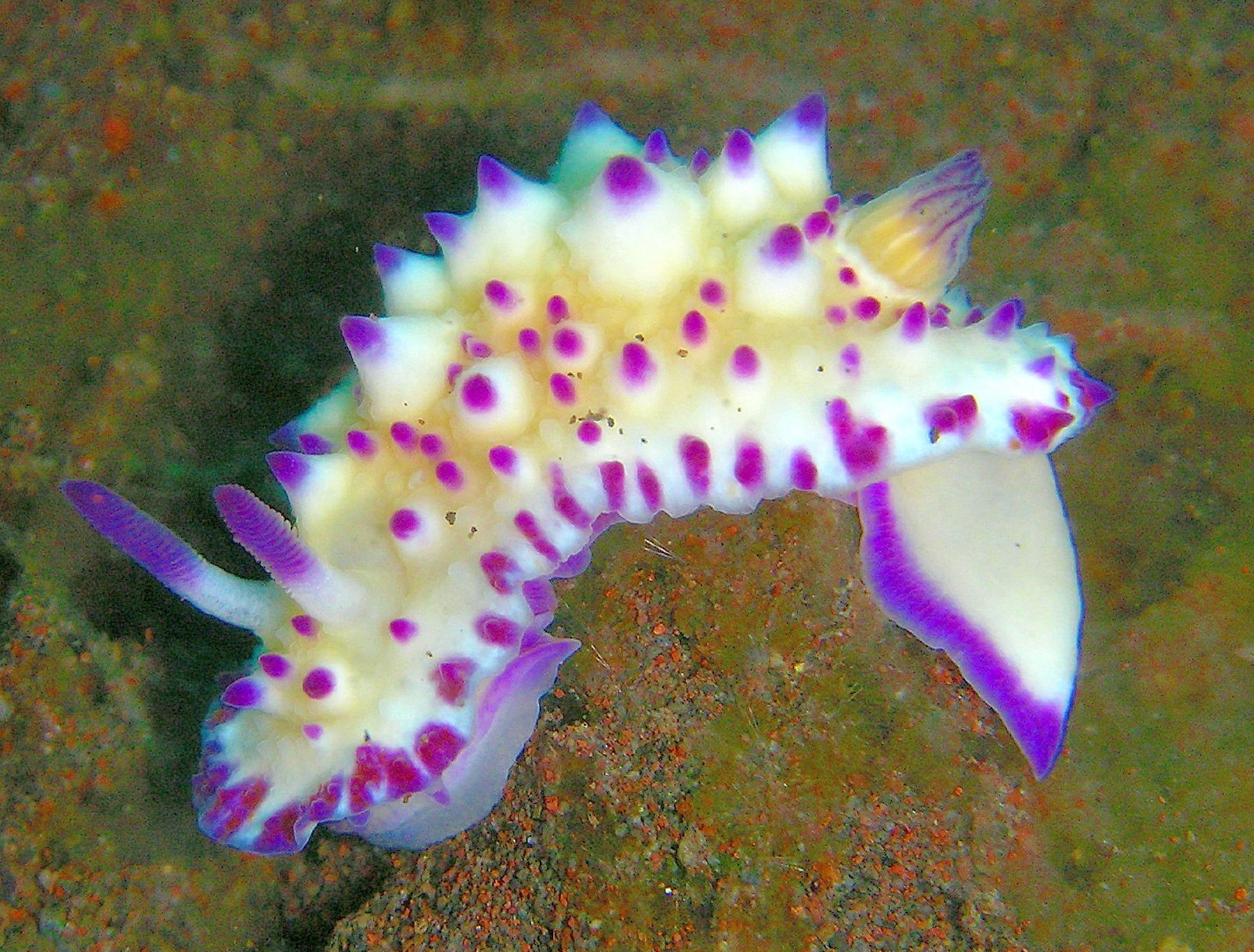
Mexichromis multituberculata
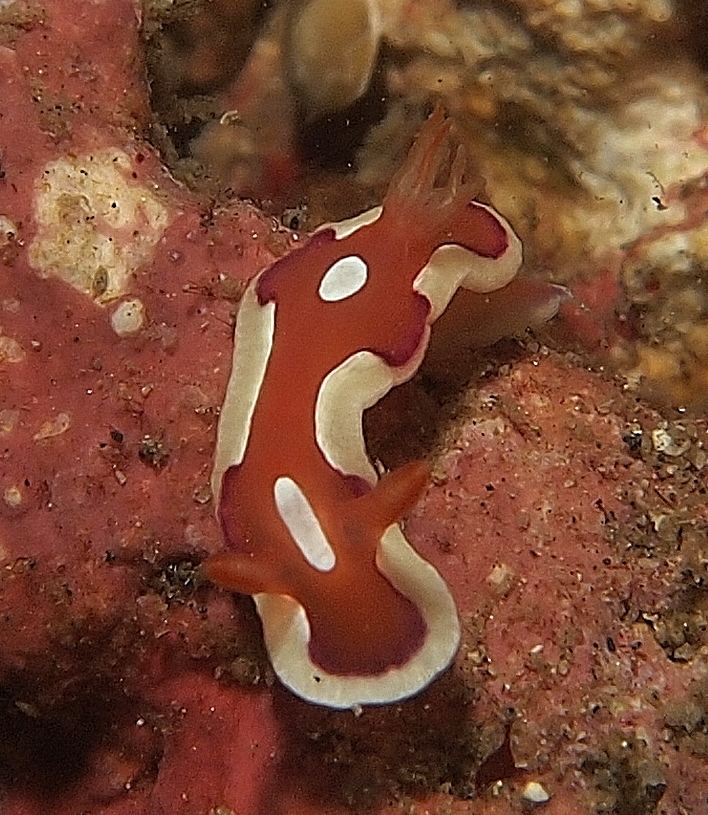
Mexichromis pusilla
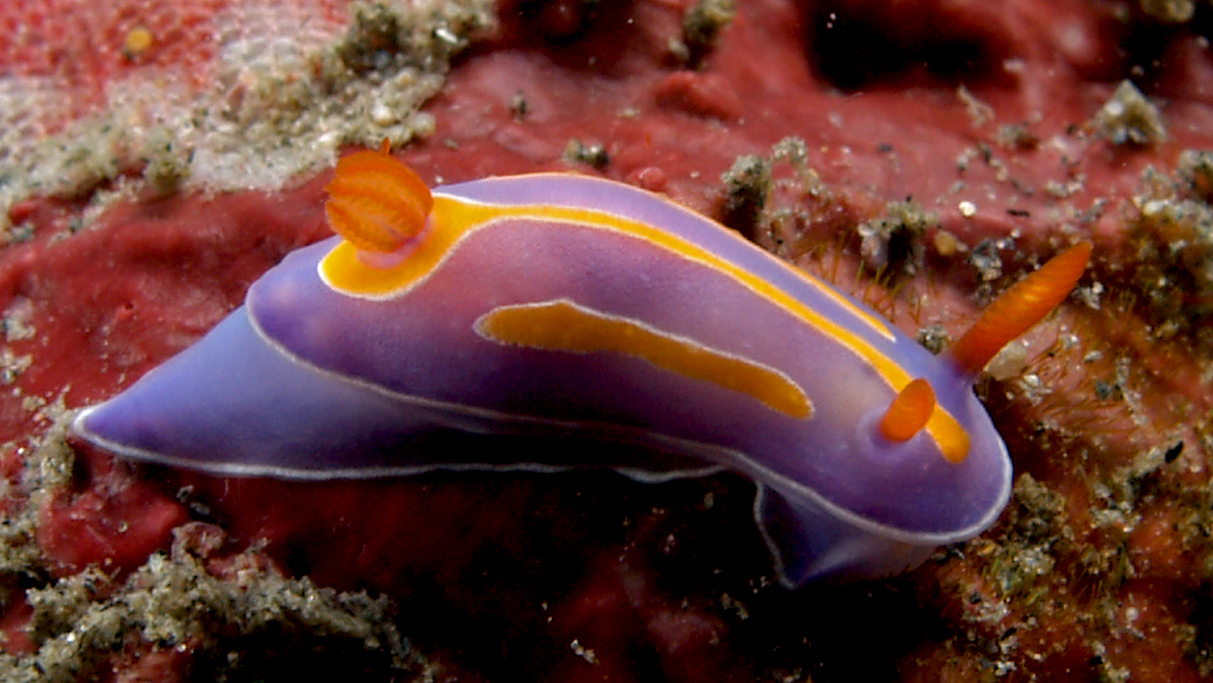
Mexichromis trilineata